# Lijst van Tweede Kamerleden 2002-2003

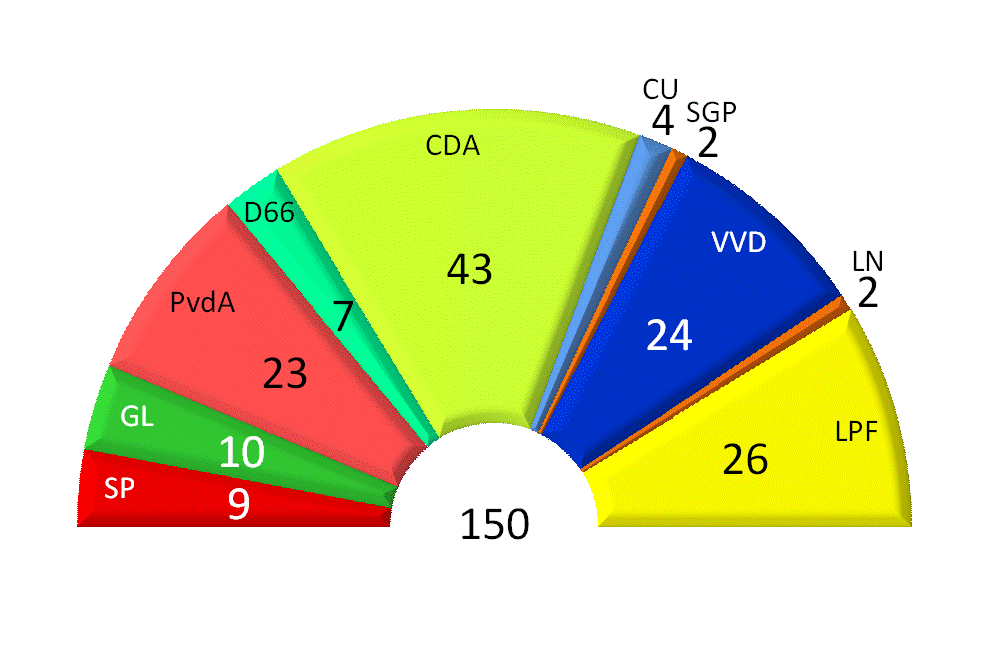
Samenstelling Tweede Kamer 2002-2003
SP (9)
GL (10)
PvdA (23)
D66 (7)
CDA (43)
CU (4)
SGP (2)
VVD (24)
LN (2)
LPF (26)

De samenstelling Tweede Kamer 2002-2003 is een lijst van leden van de Tweede Kamer in de periode tussen de Tweede Kamerverkiezingen van 15 mei 2002 en die van 22 januari 2003. De regering werd gevormd door het kabinet-Balkenende I. De zittingsperiode liep van 23 mei 2002 tot 29 januari 2003.
De partijen staan in volgorde van grootte. Kandidaten die voldoende voorkeurstemmen haalden staan in volgorde van het aantal stemmen bovenaan, gevolgd door de overige leden van de fractie in volgorde van hun plaats op de kandidatenlijst.

## Gekozen bij de verkiezingen van 15 mei 2002

### CDA(43 zetels)
- Jan Peter Balkenende[1], fractievoorzitter
- Maria van der Hoeven[1]
- Camiel Eurlings[1]
- Pieter van Geel[1]
- Joop Atsma[1]
- Clémence Ross-van Dorp
- Gerda Verburg
- Joop Wijn
- Kathleen Ferrier
- Theo Rietkerk
- Siem Buijs
- Maxime Verhagen
- Nancy Dankers[2]
- Agnes van Ardenne-van der Hoeven
- Coşkun Çörüz

- Cees van der Knaap
- Niny van Oerle-van der Horst
- Aart Mosterd
- Annie Schreijer-Pierik
- Bas Jan van Bochove
- Theo Meijer
- Sybrand van Haersma Buma
- Henk de Haan
- Wim van de Camp
- Nicolien van Vroonhoven-Kok
- Jan ten Hoopen
- Mirjam Sterk
- Cisca Joldersma
- Marleen de Pater-van der Meer

- Jan Mastwijk
- Roland Kortenhorst
- Ger Koopmans
- Henk Jan Ormel
- Nirmala Rambocus
- Jos Hessels
- Liesbeth Spies
- Antoinette Vietsch
- Jan de Vries
- Bart van Winsen
- Rikus Jager
- Hubert Bruls
- Cecilia van Weel-Niesten[2]
- Ine Aasted Madsen

### LPF(26 zetels)
- João Varela[1]
- Winny de Jong[1]
- Mat Herben[1], fractievoorzitter
- Jim Janssen van Raaij[1]
- Ferry Hoogendijk
- André Peperkoorn[2]
- Fred Schonewille
- Vic Bonke
- Fred Dekker

- Fieroes Zeroual
- Milos Zvonar
- Cor Eberhard
- Gerlof Jukema
- Philomena Bijlhout
- Hans Smolders
- Frits Palm
- Harm Wiersma
- Joost Eerdmans

- Wien van den Brink
- Olaf Stuger
- Gerard van As
- Ton Alblas
- Jan van Ruiten
- Theo de Graaf
- Harry Smulders
- Leon Geurts[2]

### VVD(24 zetels)
- Hans Dijkstal[1]
- Gerrit Zalm[1], fractievoorzitter
- Annemarie Jorritsma-Lebbink[1]
- Erica Terpstra[1]
- Henk Kamp[1]
- Loek Hermans
- Benk Korthals
- Frank de Grave

- Jozias van Aartsen
- Hella Voûte-Droste
- Johan Remkes
- Clemens Cornielje
- Hans Hoogervorst
- Henk van Hoof
- Anke van Blerck-Woerdman
- Gijs de Vries

- Willibrord van Beek
- Monique de Vries
- Pieter Hofstra
- Frans Weisglas
- Jan Rijpstra
- Bibi de Vries
- Jan te Veldhuis
- Atzo Nicolaï

### PvdA(23 zetels)
- Ad Melkert[1]
- Jeltje van Nieuwenhoven[1], fractievoorzitter
- Wouter Bos[1]
- Klaas de Vries[1]
- Willem Vermeend[1]
- Nebahat Albayrak[1]
- Margo Vliegenthart[1][2]
- Jan Pronk[1][2]

- Tineke Netelenbos
- Dick Benschop
- Eveline Herfkens
- Adri Duivesteijn
- Karin Adelmund
- Ella Kalsbeek
- Bert Koenders
- Jet Bussemaker

- Ferd Crone
- Khadija Arib
- Frans Timmermans
- Sharon Dijksma
- Peter van Heemst
- Mariëtte Hamer
- Aleid Wolfsen

### GroenLinks(10 zetels)
- Paul Rosenmöller[1], fractievoorzitter
- Femke Halsema[1]
- Marijke Vos[1]
- Wijnand Duijvendak

- Kees Vendrik
- Farah Karimi
- Evelien Tonkens

- Arie van den Brand
- Ineke van Gent
- Naïma Azough

### SP(9 zetels)
- Jan Marijnissen[1], fractievoorzitter
- Agnes Kant[1]
- Harry van Bommel

- Jan de Wit
- Krista van Velzen
- Piet de Ruiter

- Ali Lazrak
- Fenna Vergeer-Mudde
- Arda Gerkens

### D66(7 zetels)
- Thom de Graaf[1], fractievoorzitter
- Roger van Boxtel[1][2]
- Francine Giskes[1]
- Boris Dittrich[1]
- Bert Bakker
- Ursie Lambrechts
- Vivien van Geen

### ChristenUnie(4 zetels)
- Kars Veling[1], fractievoorzitter
- Tineke Huizinga-Heringa[3]
- Leen van Dijke[1]
- André Rouvoet

### SGP(2 zetels)
- Bas van der Vlies[1], fractievoorzitter
- Kees van der Staaij

### Leefbaar Nederland(2 zetels)
- Fred Teeven[1], fractievoorzitter
- Dick Jense

## Bijzonderheden
- Pim Fortuyn, lijsttrekker van de LPF, werd op 6 mei 2002 tijdens de verkiezingscampagne vermoord. Bij de toewijzing van zetels werd hij daarom ondanks 1.358.942 op hem uitgebrachte stemmen buiten beschouwing gelaten.
- Nancy Dankers en Cecilia van Weel-Niesten (beiden CDA), Margo Vliegenthart en Jan Pronk (beiden PvdA), Roger van Boxtel (D66), André Peperkoorn en Leon Geurts (beiden LPF) zagen om verschillende redenen af van hun benoeming. In hun plaats werden op 23 mei Erik van Lith (CDA), Saskia Noorman-den Uyl en Jacques Tichelaar (beiden PvdA), Boris van der Ham (D66), Harry Wijnschenk en Egbert Jan Groenink (beiden LPF) en op 11 juni Frans de Nerée tot Babberich (CDA) beëdigd.

## Wijzigingen in de samenstelling

### Wijzigingen in 2002
- 11 juli: Jan Peter Balkenende nam ontslag als fractievoorzitter van het CDA en werd dezelfde dag nog opgevolgd door Maxime Verhagen.
- 22 juli: Agnes van Ardenne, Jan Peter Balkenende, Pieter van Geel, Maria van der Hoeven, Cees van der Knaap, Clémence Ross-van Dorp en Joop Wijn (allen CDA), Philomena Bijlhout (LPF), Hans Hoogervorst, Henk Kamp, Benk Korthals, Atzo Nicolaï en Johan Remkes (allen VVD) werden minister of staatssecretaris in het kabinet-Balkenende I. De vrijgekomen plaatsen werden op 26 juli dat jaar ingenomen door Rendert Algra, Jan Jacob van Dijk, Nihat Eski, Wim van Fessem, Maarten Haverkamp, Myra Koomen en Margreeth Smilde (CDA), Willem van der Velden (LPF), Jan Dirk Blaauw, Jan-Hendrik Klein Molekamp, Ruud Luchtenveld, Gert-Jan Oplaat en Nellie Verbugt (VVD).
- 25 juli: Loek Hermans (VVD) maakte onverwacht bekend uit de politiek te stappen en gaf zijn Tweede Kamerlidmaatschap op. Zijn opvolger Geert Wilders werd een dag later geïnstalleerd.
- 26 juli: Eveline Herfkens en Willem Vermeend (beiden PvdA), kondigden na de installatie van het nieuwe kabinet aan uit de politiek te stappen en verlieten de Tweede Kamer. In hun plaats kwamen Gerdi Verbeet en Peter Rehwinkel in het parlement, Verbeet meteen op 26 juli, Rehwinkel na het zomerreces op 3 september.
- 28 augustus: Mat Herben legde zijn functie als fractievoorzitter van de LPF neer en werd dezelfde dag nog opgevolgd door Harry Wijnschenk.
- 1 september: Dick Benschop (PvdA) maakte bekend uit de Kamer te treden. Hij werd op 10 september opgevolgd door Gerritjan van Oven.
- 1 september: Hans Dijkstal (VVD) verliet de politiek. Op 3 september kwam in zijn plaats Stef Blok in de Tweede Kamer.
- 4 september: Hella Voûte-Droste (VVD) neemt afscheid van het parlement. Theo van den Doel werd dezelfde dag beëdigd als haar opvolger.
- 3 oktober: Cor Eberhard en Winny de Jong stapten na een conflict uit de LPF-fractie en gingen zelfstandig verder als Groep De Jong. De nieuw gevormde fractie nam als Conservatieven.nl deel aan de verkiezingen van 2003.
- 8 oktober: Gijs de Vries (VVD) ging de regering vertegenwoordigen op de Europese Conventie voor de vaststelling van een Europese Grondwet, en verlaat het parlement. Hij wordt op 16 oktober opgevolgd door Jan Geluk.
- 16 oktober: Harry Wijnschenk werd het fractievoorzitterschap van de LPF ontnomen en werd in deze functie dezelfde dag nog opgevolgd door Mat Herben.
- 17 oktober: Ad Melkert nam afscheid omdat hij een baan aangeboden heeft gekregen bij de Wereldbank in Washington D.C.. Godelieve van Heteren volgde hem dezelfde dag nog op in de Tweede Kamer.
- 12 november: Kars Veling (ChristenUnie) is teleurgesteld omdat hij door zijn partij niet opnieuw als lijsttrekker wordt gekozen, en besluit per direct zijn fractievoorzitterschap en Kamerlidmaatschap neer te leggen. Als fractievoorzitter werd hij dezelfde dag nog opgevolgd door André Rouvoet, als Tweede Kamerlid werd hij op 19 november opgevolgd door Arie Slob.
- 13 november: Nadat de LPF hem had verzocht om zijn zetel op te geven, besloot Harry Wijnschenk op 13 november als Groep Wijnschenk zelfstandig verder te gaan.
- 19 november: Jeltje van Nieuwenhoven werd als fractievoorzitter van de PvdA opgevolgd door Wouter Bos.
- 20 november: Peter Rehwinkel (PvdA) was het niet eens met de lage plaats die hij op de kandidatenlijst van de komende verkiezingen had gekregen en verliet het parlement. Jeroen Dijsselbloem volgde hem op.
- 26 november: Paul Rosenmöller nam ontslag als fractievoorzitter van GroenLinks en werd dezelfde dag nog opgevolgd door Femke Halsema.

1815-1818 ·
1818-1821 ·
1821-1824 ·
1824-1827 ·
1827-1830 ·
1830-1833 ·
1833-1836 ·
1836-1839 ·
1839-1842 ·
1842-1845 ·
1845-1848 ·
1848-1849 ·
1849-1850 ·
1850-1852 ·
1852-1853 ·
1853-1854 ·
1854-1856 ·
1856-1858 ·
1858-1860 ·
1860-1862 ·
1862-1864 ·
1864-1866 ·
1866 (sep) ·
1866-1868 ·
1868-1869 ·
1869-1871 ·
1871-1873 ·
1873-1875 ·
1875-1877 ·
1877-1879 ·
1879-1881 ·
1881-1883 ·
1883-1884 ·
1884-1886 ·
1886-1887 ·
1887-1888 ·
1888-1891 ·
1891-1894 ·
1894-1897 ·
1897-1901 ·
1901-1905 ·
1905-1909 ·
1909-1913 ·
1913-1917 ·
1917-1918 ·
1918-1922 ·
1922-1925 ·
1925-1929 ·
1929-1933 ·
1933-1937 ·
1937-1946 ·
1946-1948 ·
1948-1952 ·
1952-1956 ·
1956-1959 ·
1959-1963 ·
1963-1967 ·
1967-1971 ·
1971-1972 ·
1972-1977 ·
1977-1981 ·
1981-1982 ·
1982-1986 ·
1986-1989 ·
1989-1994 ·
1994-1998 ·
1998-2002 ·
2002-2003 ·
2003-2006 ·
2006-2010 ·
2010-2012 ·
2012-2017 ·
2017-2021 ·
2021-2023 ·
2023-heden
Overzicht historische zetelverdeling